# Rába György
Rába György (Budapest, 1924. június 13. – Budapest, 2011. január 29.) Kossuth- és Széchenyi-díjas magyar költő, író, műfordító, irodalomtörténész, pedagógus, kritikus, a Digitális Irodalmi Akadémia tagja. Az irodalomtudomány kandidátusa (1970), az irodalomtudomány doktora (1983).

## Életpályája
1944-ben a Kossuth Lajos Tudományegyetem Bölcsészettudományi Karának magyar-francia szakán kezdte egyetemi tanulmányait. 1946-ban az Újhold folyóirat egyik alapító szerkesztője volt. 1945-1948 között magyar–francia szakos diplomát szerzett a Pázmány Péter Tudományegyetemen. 1949-1957 között középiskolai tanár volt Budapesten. 1957-1961 között a Magyar Tudományos Akadémia Irodalomtudományi Intézet világirodalmi osztályának francia előadója, 1961-1982 között ugyanitt a XX. századi magyar irodalmi osztály főmunkatársa volt. 1983-1987 között a Modern Filológiai Társaság alelnöke volt. Tagja volt a Magyar Írószövetségnek, a Magyar PEN Clubnak.

## Munkássága
Első versei a Nyugatban és a Magyar Csillagban jelentek meg. Szemlélettágító műhelyként emlékszik vissza a Vigiliára, az Életre, a Franklin Könyvkiadóra, a Hungária Könyvkiadóra. Megalapozza műfordítói és tudományos, esszéista életművét. Korai verseskötetei után csak 1961-ben jelentkezik a megújult szemléletre valló Nyílttenger című kötettel; ezt újabb hosszú szünet után követi 1969-ben a Férfihangra.
Alkotókedve az 1980-as és az 1990-es években feltámadt, kétévenként, olykor évenként követték egymást verseskötetei. Irodalomtörténeti érdeklődésének középpontjában a Nyugat és az avantgárd irodalom, valamint a magyar és a világirodalom párhuzamainak kérdésköre állt. Az 1990-es évek közepétől elbeszéléseket is írt.
1982-ben Próbaidő – Új és válogatott versek című kötetében így összegezte ars poeticáját, „vallomását a költészetről”: „…a líra azzal érdemli meg nevét, hogy indulatot közvetít: ezért egyszeri és drámai megnyilatkozás is. – A költészet mindig a személyes és az egyetemes kölcsönhatásából születik meg.”

## Művei
- Az Úr vadászata. Versek; Hungária, Budapest, 1943
- Búvár. Versek; Hungária, Budapest, 1947
- Nyílttenger. Versek és műfordítások; Magvető, Budapest, 1961
- Modern olasz költők (szerkesztette, 1965)
- Olasz költők antológiája (szerkesztette, 1966)
- A szép hűtlenek. Babits, Kosztolányi, Tóth Árpád versfordításai; Akadémiai, Budapest, 1969 (Irodalomtörténeti könyvtár)
- Férfihangra (versek, 1969)
- Szabó Lőrinc (monográfia, 1972)
- Lobbanások (versek, 1973)
- Rovások (versek, 1980)
- Babits Mihály költészete 1903–1920 (tanulmányok, 1981)
- Próbaidő. Új és válogatott versek; Szépirodalmi, Budapest, 1982
- Babits Mihály (monográfia, 1983)
- A beszéd folytatása (versek, 1984)
- Csönd-herceg és a nikkel-szamovár (tanulmányok, 1986)
- A valóság vendége (versek, 1987)
- Kézrátétel (versek, 1992)
- Kopogtatás a szemhatáron, Prózaversek; Orpheusz Könyvek, Budapest, 1993
- Közbeszólás (versek, 1994)
- Ráismerések (versek, 1996)
- A vonakodó cethal. Új és válogatott versek, 1983–1997; Nagyvilág, Budapest, 1998 (Nagyvilág könyvek)
- Remények és csalódások (elbeszélések, 2000)
- A jelenlét furfangjai, Új versek, 1997–2000; Liget Műhely Alapítvány, Budapest, 2001 (Liget könyvek)
- Sárkányeregetés (versek, 2003)
- Földlakó. Versek, 2003–2006; Liget Műhely Alapítvány, Budapest, 2006 (Liget könyvek)
- Az ünneptől a hétköznapi ünnepek felé. Babits és a százéves Nyugat költői; Argumentum, Budapest, 2008 (Babits kiskönyvtár)
- Disputa önmagammal; Nagyvilág, Budapest, 2010

## Műfordításai
- Francesco Jovine: Elátkozott föld (1952)
- Ève Curie: Madame Curie (1955)
- Giacomo Leopardi: Magános élet (1958)
- Jean Racine: Nagy Sándor (1963)[4]
- Idegen ünnepek. Huszadik századi külföldi versek; Magvető, Bp., 1974

## Részben általa fordított antológiák
- Verses világjárás (1971)
- Stéphane Mallarmé és Paul Valéry versei (1990)

## Díjak, kitüntetések
- Istituto Italiano di Cultura Aranyérme (1967)
- Mikes Kelemen-díj (1982)
- József Attila-díj (1983)
- Munka Érdemrend arany fokozata (1984)
- A Művészeti Alap Irodalmi Díja (1987, 1994)
- Bölöni-díj (1987)
- Füst Milán-díj (1988)
- Francia Akadémiai Pálmák lovagi fokozata (1988)
- Kosztolányi Dezső-díj (1989)
- A Soros Alapítvány Irodalmi Díja (1990)
- Széchenyi-díj (1993) – Költői és műfordítói munkásságáért, különösen Babits Mihály életművéről írott monográfiájáért.
- Illyés Gyula-díj (1994)
- Pro Literatura díj (1994)
- Déry Tibor-díj (1996)
- Eötvös József-koszorú (2000)
- XIII. kerület díszpolgára (2002)
- Kossuth-díj (2008)
- Babits Mihály Alkotói Emlékdíj[5] (2009)